# زندان اشتادلهایم

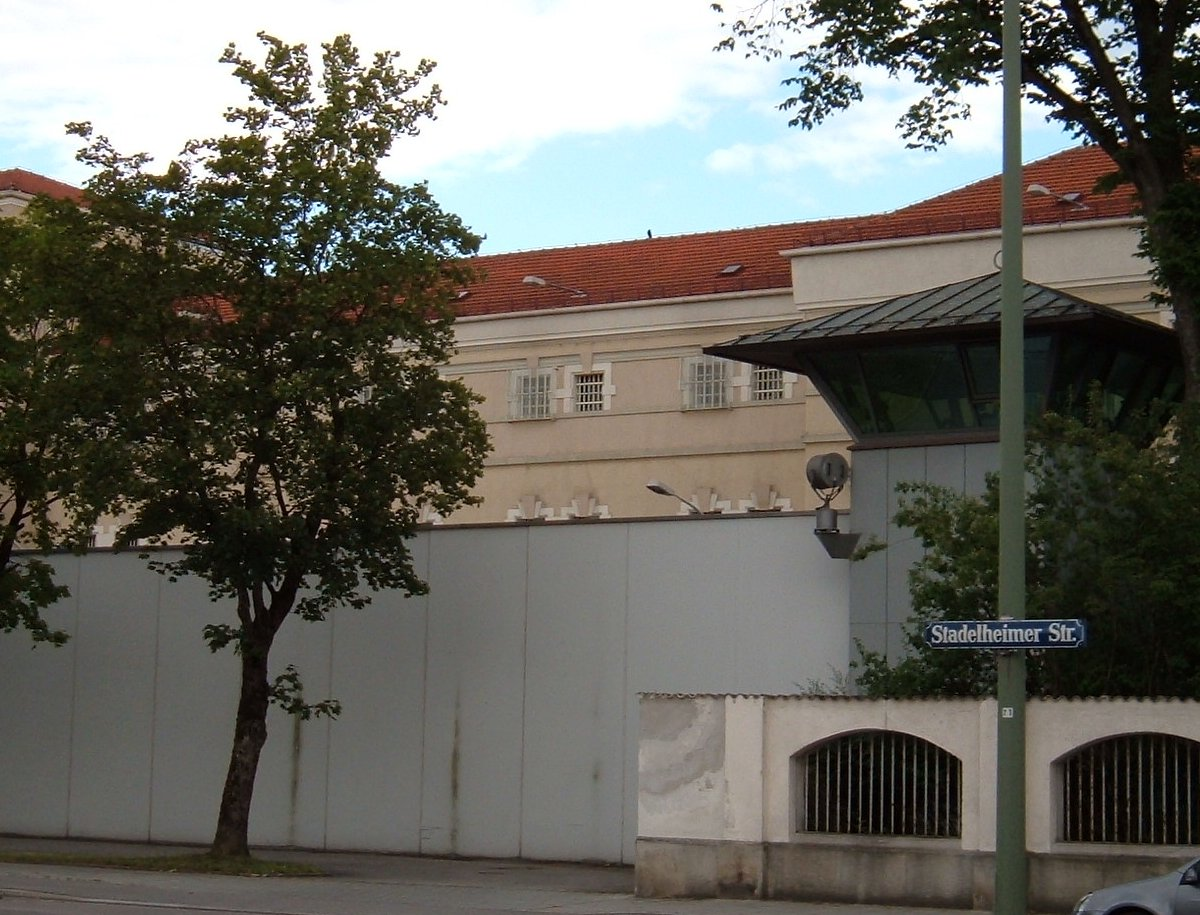
زندان اشتادلهایم

زندان اشتادلهایم (آلمانی: Justizvollzugsanstalt München) یکی از بزرگ‌ترین زندان‌های آلمان است که در شهر مونیخ واقع شده‌است.
این زندان در سال ۱۸۹۴ میلادی بنا شده‌است. این زندان مکان اعدام‌های بسیاری در دوران آلمان نازی بوده‌است. این اعدام‌ها عمدتاً به وسیله گیوتین انجام می‌شده‌است.

## زندانیان مشهور
- کورت آیسنر از سیاست‌مداران بایرن
- آنتون گراف فون آرکو آوف فالی به جرم ترور کورت آیسنر
- گوستاو لانداور از آنارشیست‌ها
- ارنست تولر
- یوگنی لوینه از کمونیست‌ها
- آدولف هیتلر به مدت یک ماه و به جرم حمله به اوتو بالرشتت
- ارنست روهم که در همین زندان نیز کشته شد.
- هانس شول از اعضای جنبش رز سفید
- سوفی شول از اعضای جنبش رز سفید
- کورت هوبر از اعضای جنبش رز سفید
- کریستوف پروبست از اعضای جنبش رز سفید
- الکساندر شمورل از اعضای جنبش رز سفید
- ویلی گراف از اعضای جنبش رز سفید
- هانس کنراد لایپلت از اعضای جنبش رز سفید
- اینگرید شوبرت از اعضای فراکسیون ارتش سرخ
- برنو بورژس
- جان دمیانیوک